# Raimondo Vianello
Raimondo Vianello (n. 7 mai 1922, Roma, Regatul Italiei – d. 15 aprilie 2010, Milano, Italia]) a fost un moderator de televiziune și actor italian.